# V.I.P. (film, 2017)
Pour les articles homonymes, voir VIP.
Pour plus de détails, voir Fiche technique et Distribution.
V.I.P. (hangeul : 브이아이피 ; RR : Beuiaipi) est un film sud-coréen réalisé par Park Hoon-jeong et sorti en 2017,.
Il totalise plus d'un million d'entrées au box-office sud-coréen de 2017,.

## Synopsis
Le transfuge Kim Kwang-il (Lee Jong-suk), fils d’un haut-dirigeant nord-coréen, est suspecté d'avoir commis une série de meurtres pendant ses voyages aux quatre coins du monde. Pour l'arrêter, la Corée du Nord et la Corée du Sud collaborent avec Interpol. L'inspecteur Chae Yi-do (Kim Myung-min) est certain de sa culpabilité mais l'agent des services de renseignements sud-coréens Park Jae-hyuk (Jang Dong-gun) le protège.

## Distribution
- Jang Dong-gun : Park Jae-hyuk[6],[7] : un agent travaillant pour les services de renseignements sud-coréens.
- Kim Myung-min : Chae Yi-do : un inspecteur de police dirigeant l'enquête sur les meurtres en série qui s'efforce de trouver le coupable.
- Lee Jong-suk : Kim Kwang-il [8],[5],[9],[10] : le fils d'une personnalité politique nord-coréenne recevant un traitement VIP après sa défection en Corée du Sud organisée par la CIA américaine. Il devient le principal suspect d'une affaire de meurtre en série.
- Park Hee-soon (en) : Ri Dae-bum : un policier nord-coréen traversant secrètement la frontière entre les deux Corées pour traquer Kim Kwang-il.
- Peter Stormare : Paul Gray : un agent de la CIA.
- Oh Dae-hwan (en)
- Tae In-ho (en)
- Yoo Jae-myung
- Park Sung-woong
- Jo Woo-jin : le procureur

## Production et sortie
Le tournage commence le 22 octobre 2016 et se termine le 22 janvier 2017. Il a lieu en Corée du Sud, à Hong Kong, en Thaïlande, et dans d'autres pays.
La distribution de V.I.P. est invitée à la Mostra de Venise 2017 qui débute le 30 août. La société de production refuse cependant l'invitation car la date de sortie du film n'a pas pu être reportée pour assister à cet événement.
Le film sort dans les salles sud-coréennes le 23 août 2017,

## Accueil
Lors de son premier jour d'exploitation, V.I.P. gagne la première place du box-office avec 174 022 spectateurs pour des recettes de 1,17 million $. Au cours de ses deux premiers jours, V.I.P. totalise 341 610 spectateurs pour 2,3 millions $. Après cinq jours d'exploitation, le film totalise 940 359 spectateurs pour 966 écrans,.
Selon le Conseil du film coréen, V.I.P. dépasse le million de spectateurs le 29 août, sept jours après sa sortie et totalise des recettes de 7,8 millions $.